# Bangladesh (réalisateur artistique)
Pour les articles homonymes, voir Bangladesh (homonymie).
Bangladesh, né Shondrae Crawford le 14 mars 1978 à Des Moines, dans l'Iowa, est un producteur de musique, disc jockey et rappeur américain. Il réside actuellement à Atlanta en Géorgie.

## Biographie
Bangladesh se lance dans la production en 1998, mais ne se popularise pas avant l'année 2000 avec son single à succès, What's Your Fantasy pour Ludacris, avec qui il collaborera à de nombreux reprises. Par respect pour son nom, il explique avoir choisi le nom de Bangladesh pour décrire son style de production au clavier : « c'est juste Bangladesh. Et ça sonne étranger. » Il travaille aux côtés de Lil Wayne, produisant un de ses singles à succès, A Milli. Il produit également la chanson de Gucci Mane Lemonade, qui sera remixé ou repris par des artistes comme Yelawolf, Curren$y, Tyler, the Creator avec Earl Sweatshirt, et Big Sean. Il produit en 2011 le titre 6 Foot 7 Foot de Wayne, en featuring avec Cory Gunz, et produit en parallèle pour Beyoncé, Nicki Minaj, Ludacris,  Syleena Johnson, Ke$ha, Usher,  T-Pain, Bad Meets Evil, et Ice Cube, entre autres. Bangladesh collabore avec la chanteuse Rihanna sur son titre Cockiness (Love It).

## Discographie

### Album studio
- 2014 : Flowers and Candy[5]